# NGC 5148
NGC 5148 est une galaxie spirale barrée située dans la constellation de la Vierge. Sa vitesse par rapport au fond diffus cosmologique est de 7 006 ± 22 km/s, ce qui correspond à une distance de Hubble de 103,3 ± 7,2 Mpc (∼337 millions d'al). NGC 5148 a été découverte par l'astronome allemand Albert Marth en 1864.
La classe de luminosité de NGC 5148 est IV.